# Metellina merianae
Metellina merianae là một loài nhện trong họ Tetragnathidae.
Loài này thuộc chi Metellina. Metellina merianae được miêu tả năm 1763 bởi Scopoli.

## Hình ảnh

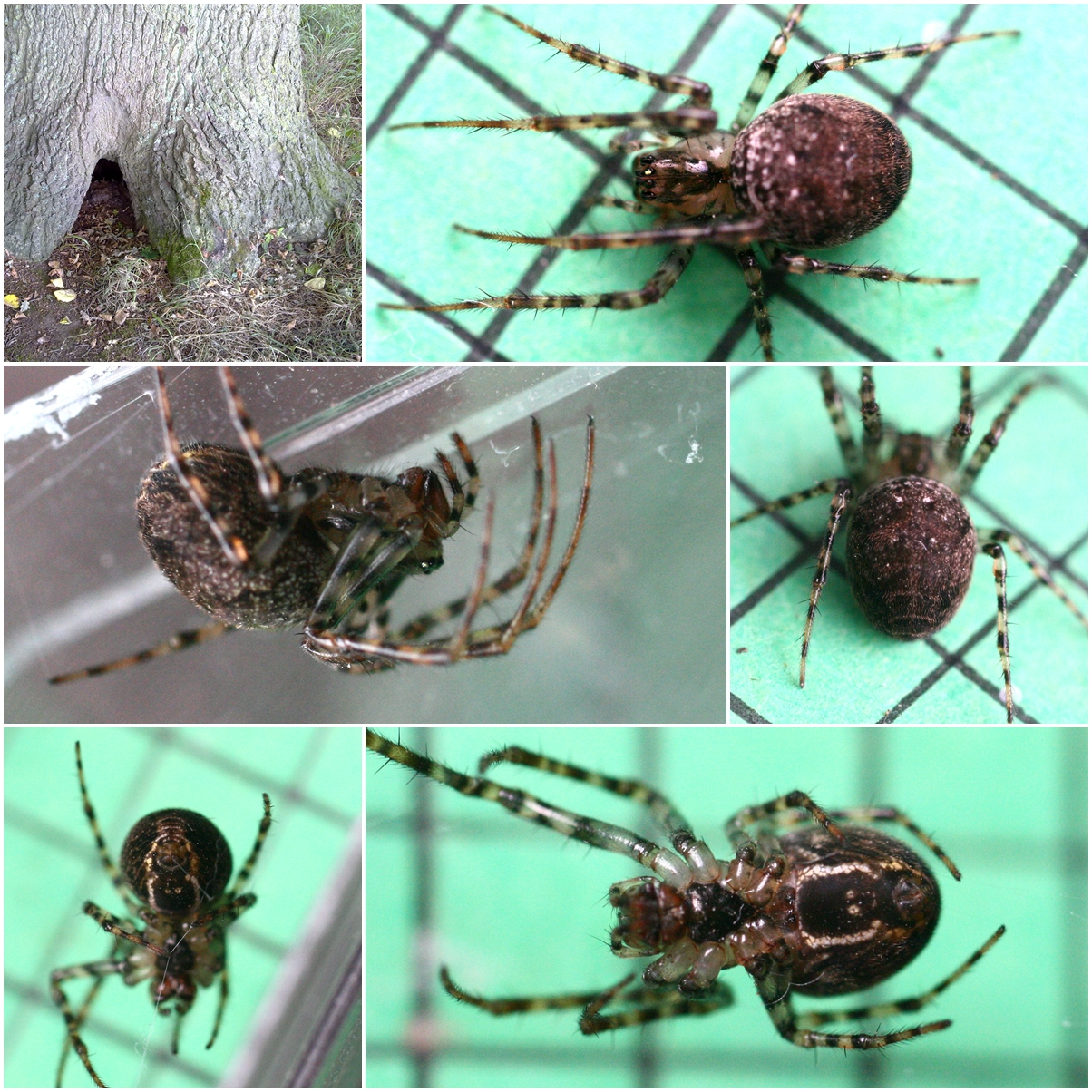
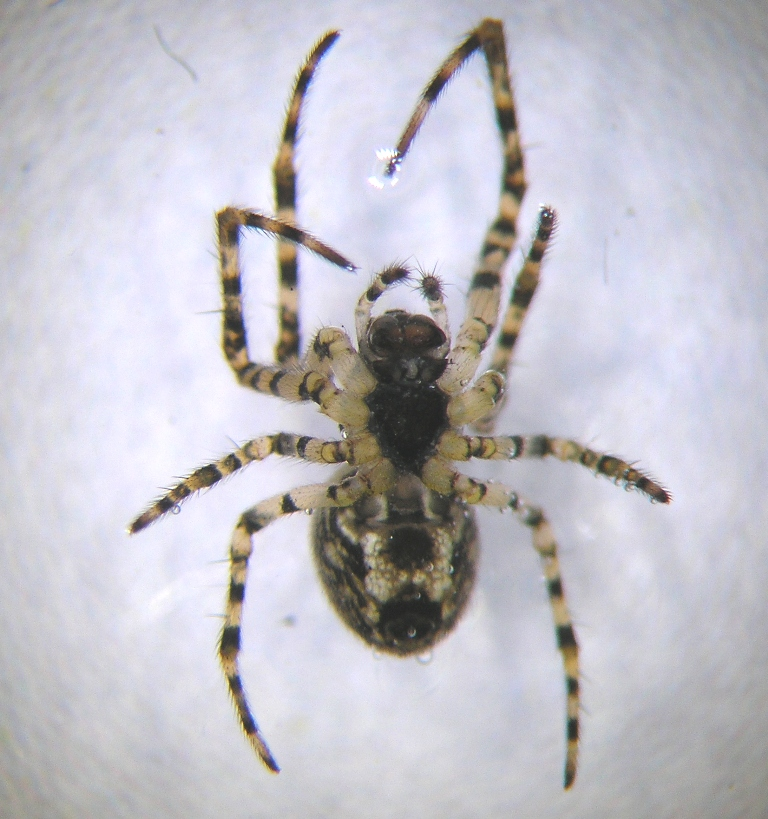
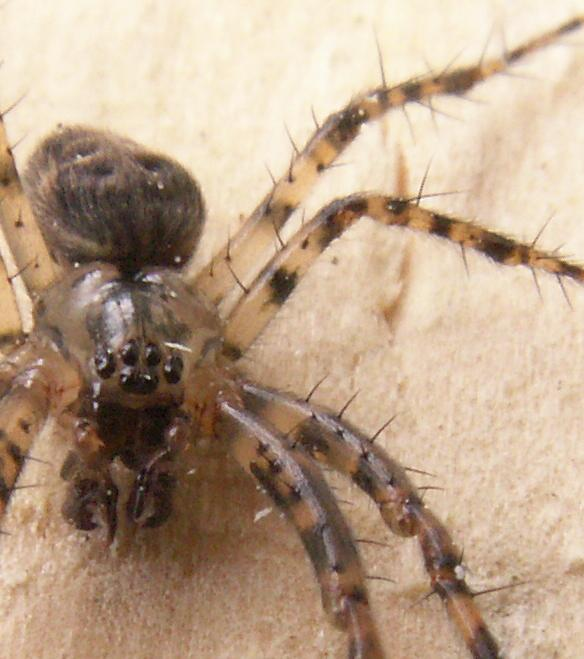
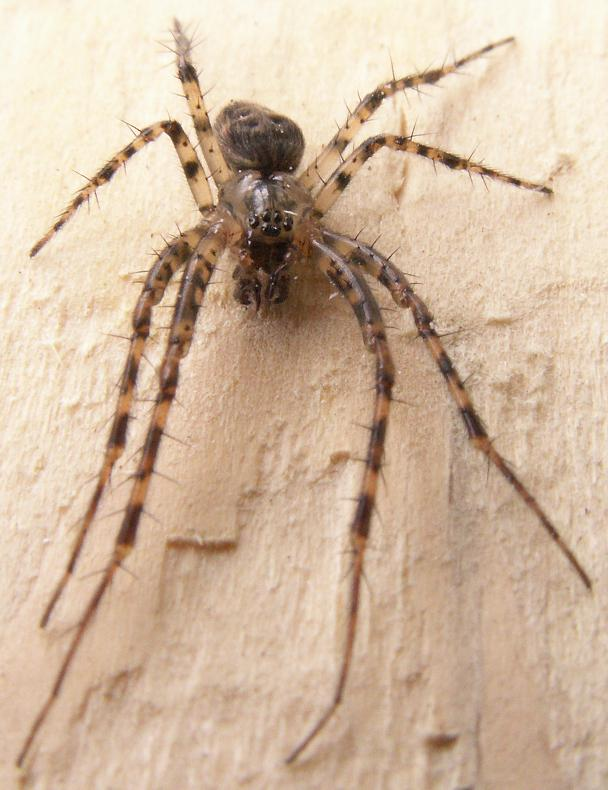